# Планер (конфігурація клітинного автомата)

Планер в русі

Планер, або глайдер (англ. glider) — п'ятиклітинна конфігурація «Життя», здатна пересуватися у двовимірному всесвіті з квадратними чарунками
Планер був відкритий в 1970 році Річардом Гаєм, коли група Конвея намагалася відстежити розвиток R-пентаміно. Планер є найменшим, першим виявленим і найчастіше виникаючим космічним кораблем у «Житті» і пересувається по діагоналі зі швидкістю, рівною 1/4 швидкості світла.

## Походження назви
Конфігурація планера на кожному кроці може розглядатися як дзеркальне відображення його ж конфігурації два кроки назад, зрушене у напрямі руху. Таке перетворення називається ковзною симетрією або ковзним відображенням (англ. Glide reflection), звідки і було утворено англомовну назву «glider» (що буквально «ковзає»).

## Значення
Планери мають велике значення у «Житті», оскільки вони часто виникають в процесі еволюції, можуть утворювати нові конфігурації при зіткненні і можуть бути використані для передачі інформації на великі відстані. Приміром, при зіткненні восьми планерів може утворитися планерна рушниця — конфігурація клітинного автомата Держпера. Цілеспрямована побудова заданих конфігурацій шляхом зіткнення планерів дістала назву глайдерного синтезу.
Блоки, вулики, блималки, світлофори можуть бути отримані зіткненням всього двох планерів. Потрібно три планери, щоб побудувати космічний корабель або пентадекатлон.

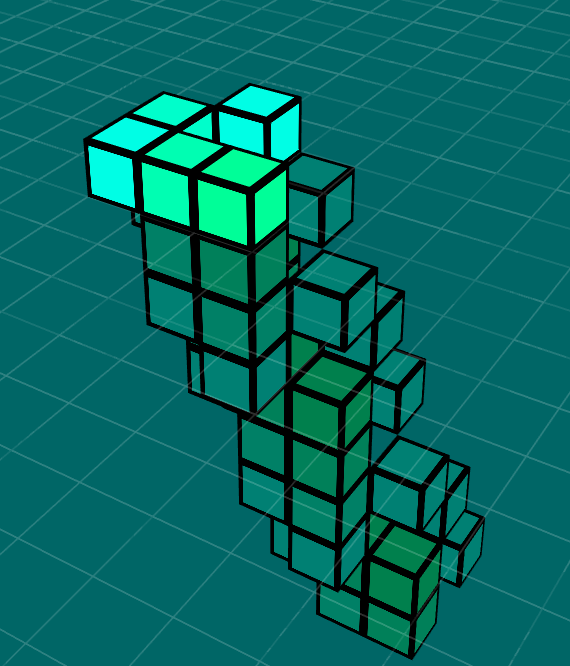
Тривимірне зображення еволюції планера. Попередні покоління відкладаються по осі z

За допомогою планерів можна конструювати лічильники, логічні вентилі І, АБО, НЕ. З використанням планерів можна довести, що «Життя» є т'юринг-повним.

## Емблема хакерів
Ерік Реймонд в 2003 році запропонував використати планер в якості емблеми хакерів.